# Kanton Wassigny
Wassigny is een voormalig  kanton van het Franse departement Aisne. Het kanton maakte deel uit van het arrondissement Vervins. Het werd opgeheven bij decreet van 21 februari 2014, met uitwerking in maart 2015.

## Gemeenten
Het kanton Wassigny omvatte de volgende gemeenten:
- Étreux
- Grand-Verly
- Grougis
- Hannapes
- Mennevret
- Molain
- Oisy
- Petit-Verly
- Ribeauville
- Saint-Martin-Rivière
- Tupigny
- La Vallée-Mulâtre
- Vaux-Andigny
- Vénérolles
- Wassigny (hoofdplaats)